# Нова Весь (Краківський повіт)
Нова Весь (пол. Nowa Wieś) — село в Польщі, у гміні Скала Краківського повіту Малопольського воєводства.
Населення — 296 осіб (2011).
У 1975-1998 роках село належало до Краківського воєводства.

## Демографія
Демографічна структура станом на 31 березня 2011 року:
|          | Загалом | Допрацездатний вік | Працездатний вік | Постпрацездатний вік |
| -------- | ------- | ------------------ | ---------------- | -------------------- |
| Чоловіки | 147     | 32                 | 98               | 17                   |
| Жінки    | 149     | 20                 | 85               | 44                   |
| Разом    | 296     | 52                 | 183              | 61                   |